# U-36号潜艇 (1936年)
U-36号（德語：U 36）是纳粹德国战争海军建造的十艘VII-A型近岸潜艇（或称U艇）之一。它由基尔的日耳曼尼亚船厂承建，于1936年11月4日下水，至同年12月16日交付使用。第二次世界大战期间，该艇曾执行过三次巡逻作战，共击沉2艘、缴获1艘同盟国或中立国商船，累积总吨位为4,430吨。1939年12月4日，U-36号在克里斯蒂安桑西南部的北海遭英国潜艇鲑鱼号发射的鱼雷击沉，艇内40名官兵全数阵亡。

## 设计

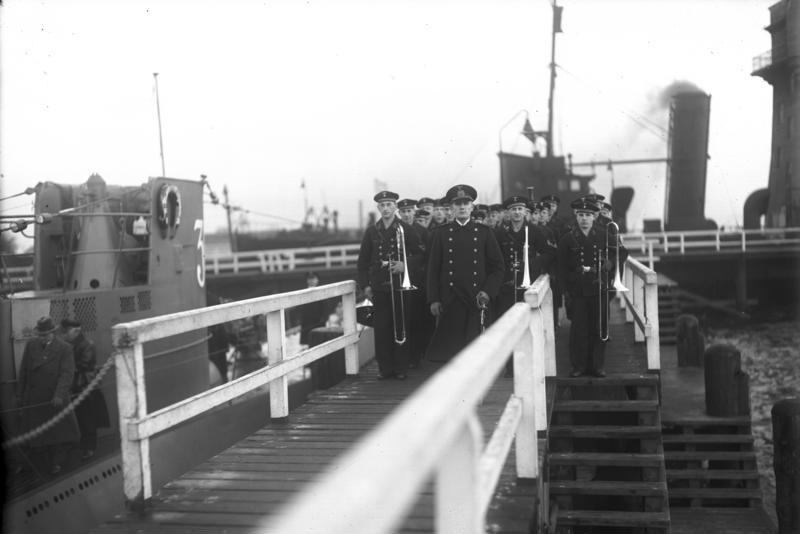
U-36号的入役仪式

VII级潜艇是基于德国早期的潜艇发展而来，其设计可追溯到第一次世界大战的UB-III型，特别是被取消的UG级方案，再结合造舰工程局为芬兰设计的水妖级加以改进。VII级是单壳体结构，压载水舱以马鞍形安装在艇体上半部的两边舷侧是其最大的特征。由于编入舰队后的使用成绩较好，一边不断进行改进一边持续批量生产，结果成为了纳粹德国潜艇舰队的主力。
U-36号是VII级的第一个衍生型号VII-A型之一。其全长64.51米、舷宽5.85米、高9.5米，并有4.37米的吃水深度，水上和水下排水量分别为626吨和745吨。VII-A型艇采用两台猛狮生产的M6V 40/46型六缸四冲程1,155匹公制馬力（850千瓦特）柴油机用于水面运行，以及两台布朗-博韦里提供的GG UB 720/8型375匹公制馬力（280千瓦特）双作用电动发电机用于水下航行；水面最高航速17節（31每小時），水下8節（15每小時）；能够在水面以10節（19每小時）航速续航6,200海里（11,500），或以4節（7.4每小時）连续在水下航行94海里（174）而无需充电。尽管起居舱室非常狭窄，但由于其快捷的紧急下潜速度，VIIA型艇普遍受到船员们的欢迎，并被视为比更大、更迟钝的艇型更能保护他们免受敌人的攻击。
武器装备方面，U-36号较前型II级潜艇的装备更重，有四具艇艏内置和一具艇艉外置鱼雷发射管，可携带11枚G7型鱼雷或最多22枚TMA型水雷（TMB型则为33枚）。此外，该艇还搭载有一门配备220发弹药的88毫米35式速射炮以及一门配备1,195发弹药20毫米30式高射炮作为甲板炮。其标准船员编制为4名军官及40－44名水兵。

## 历史
1935年3月25日，海军造舰局不惜违反《凡尔赛条约》，正式将四艘VII-A型潜艇（U-33至U-36号）的建造合同发包予基尔的日耳曼尼亚船厂。其中U-36号于次年3月2日开始铺设龙骨，建造序列为559。经过八个月的建造，它于1936年11月4日下水，至同年12月16日在前U-1号和U-35号艇长、海军上尉克劳斯·埃韦特的指挥下交付使用。完成海试后，该艇加入驻威廉港的“扎尔茨韦德尔”潜艇区舰队，先后担任作战艇和前线艇直至1939年12月4日沉没，当中仅在1939年8月因充当潜艇学校的训练艇而短暂中断。西班牙内战期间，U-36号也曾于1937－1938年间三度被派往西班牙沿岸参与支援佛朗哥海军部队的“厄休拉行动”，任务包括海上监视以及进行潜水和护航演练，并于1938年1月23日塞维利亚遭遇空袭时被炸损。
第二次世界大战期间，U-36号执行了三次巡逻，共计击沉2艘、缴获1艘同盟国或中立国商船，累积总吨位为4,430吨。

### 作战巡逻

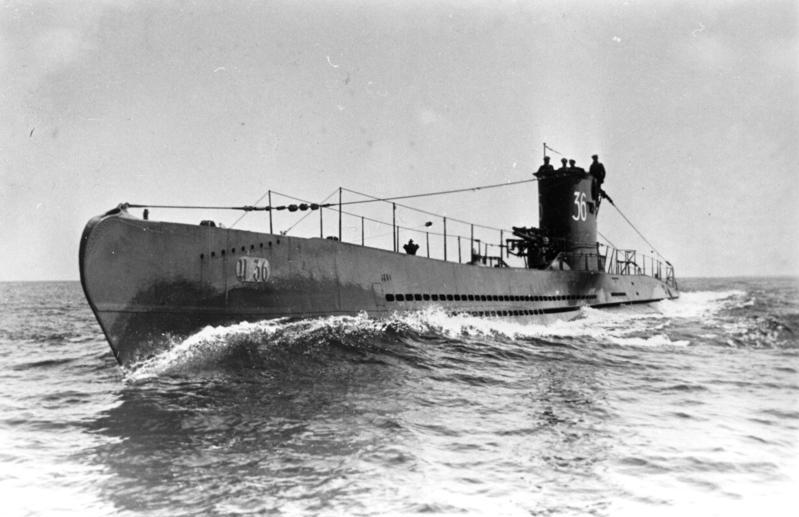
参加例行训练的U-36号

1939年8月31日，U-36号在海军上尉威廉·弗勒利希的指挥下从威廉港出发，前往北海游弋。当战争爆发时，它正身处海上，遂立即经波罗的海南下于9月6日抵达基尔。该艇次日便离开基尔执行第二次巡逻，在穿越威廉皇帝运河并在威廉港短暂停留后，前往挪威南部附近的北海游弋。9月15日19:05，无护航的英国货船特鲁罗号（Truro，974总吨）在苏格兰金奈尔德角以东约150海里（280）处被弗勒利希截停并搜查。该船载有违禁品，所以船员们被勒令登上救生艇弃船。但由于风高浪急，德国人无法用火炮击中货船，遂在发射第一枚鱼雷失效后，通过第二枚鱼雷才将其击沉。两天后，当U-36号刚刚停下来盘查一艘中立的丹麦轮船时，附近的英国潜艇海马号便立即发射了三枚鱼雷。尽管英国人随后声称击沉了它，但U-36号实际幸运躲过一劫，因为其中一枚鱼雷从它的正下方掠过。
9月25日05:55，U-36号又在挪威埃格罗亚灯塔西北偏西约45海里（83）处发射一枚鱼雷击沉了瑞典货船西里西亚号（Silesia，1,839总吨）。该船先是被德国潜艇截停，弗勒利希在查验了船上的文件后得出结论，其载有违禁品。船员们被勒令分乘两艘救生艇弃船，然后由潜艇拖行，至距海岸约12海里（22）的地方获释。9月27日06:10，另一艘中立的瑞典籍货船阿尔及利亚号（Algeria，1,617总吨）在斯库德内斯以西约20海里（37）处遭U-36号拦截，作为战利品扣押，并跟随潜艇在巡逻结束时送往基尔，于10月4日抵达。
海战指挥部于1939年11月17日指示U-36号和U-38号前去侦察“北方基地”的位置，这是一个秘密的德国海军基地，用于袭击身处科拉半岛附近的盟军舰船，由苏联提供。该任务要求潜艇向在苏联护航舰前往预期基地位置之前的区域巡逻的苏联海军舰艇发送编码信息。为此，U-36号于12月2日从基尔启程执行第三次、也是最后一次巡逻，经威廉皇帝运河和威廉港朝挪威海进发。两天后，英国潜艇鲑鱼号在克里斯蒂安桑西南、距利斯特灯塔约73海里（135）处的北海发现了它。鲑鱼号共射出六枚鱼雷，但其中仅一枚击中U-36号，后者在产生了60米高的爆炸云后从水面消失。沉没地点大致位于57°00′N 05°20′E / 57.000°N 5.333°E、即编号为AN-3761的海军网格处，艇内40名官兵全数阵亡。在U-36号覆灭后，U-38号继续向科拉半岛进发，成功到达指定地点并完成了北方基地的侦察任务。

## 袭击历史摘要
| 日期          | 船名         | 船籍 | 吨位  | 结局       |
| ------------- | ------------ | ---- | ----- | ---------- |
| 1939年9月15日 | 特鲁罗号     | 英国 | 974   | 击沉       |
| 1939年9月15日 | 西里西亚号   | 瑞典 | 1,839 | 击沉       |
| 1939年9月27日 | 阿尔及利亚号 | 瑞典 | 1,617 | 缴作战利品 |

## 脚注
1. ↑  日本海人社，第20頁.
2. 1 2  Gröner 1991，第40頁.
3. ↑  Helgason, Guemundur. . German U-boats of WWII - uboat.net.   [2024-02-02]. （原始内容存档于2023-12-02）.
4. ↑  Westwell，第58頁.
5. 1 2  . U-Boot-Archiv.   [2024-04-12]. （原始内容存档于2023-09-26）.
6. ↑  Helgason, Guðmundur. . German U-boats of WWII - uboat.net.   [2024-04-12]. （原始内容存档于2022-12-02）.
7. 1 2  Helgason, Guðmundur. . German U-boats of WWII - uboat.net.   [2024-04-12]. （原始内容存档于2023-01-28）.
8. ↑  Helgason, Guðmundur. . German U-boats of WWII - uboat.net.   [2024-04-12]. （原始内容存档于2023-02-07）.
9. ↑  Helgason, Guðmundur. . German U-boats of WWII - uboat.net.   [2024-04-12]. （原始内容存档于2021-03-04）.
10. ↑  Helgason, Guðmundur. . German U-boats of WWII - uboat.net.   [2024-04-12]. （原始内容存档于2023-02-06）.
11. ↑  Helgason, Guðmundur. . German U-boats of WWII - uboat.net.   [2024-04-12]. （原始内容存档于2022-12-02）.
12. ↑  Philbin，第95頁.
13. 1 2  Philbin，第96頁.
14. ↑  Busch & Röll，第14頁.